# Trimetopon simile
Trimetopon simile är en ormart. Den ingår i familjen snokar och i släktet i släktet Trimetopon.
Artens finns i Costa Rica. Arten är endast känd från två mindre regioner i landets centrala respektive norra del. Denna orm lever i låglandet och i bergstrakter mellan 60 och 1500 meter över havet. Habitatet utgörs av regnskogar, galleriskogar och andra fuktiga tropiska skogar. Individerna gräver ofta i lövskiktet eller i det översta jordlagret. Honor lägger ägg.
Skogarnas omvandling till jordbruksmark hotar beståndet. Trimetopon simile är mycket sällsynt. Det senaste fyndet är från 1982. Delar av utbredningsområdet blev ett naturskyddsområde. IUCN listar arten som starkt hotad (EN).
Trimetopon simile beskrevs av Emmett Reid Dunn 1930.  Inga underarter finns listade i Catalogue of Life.